# Història de Botswana

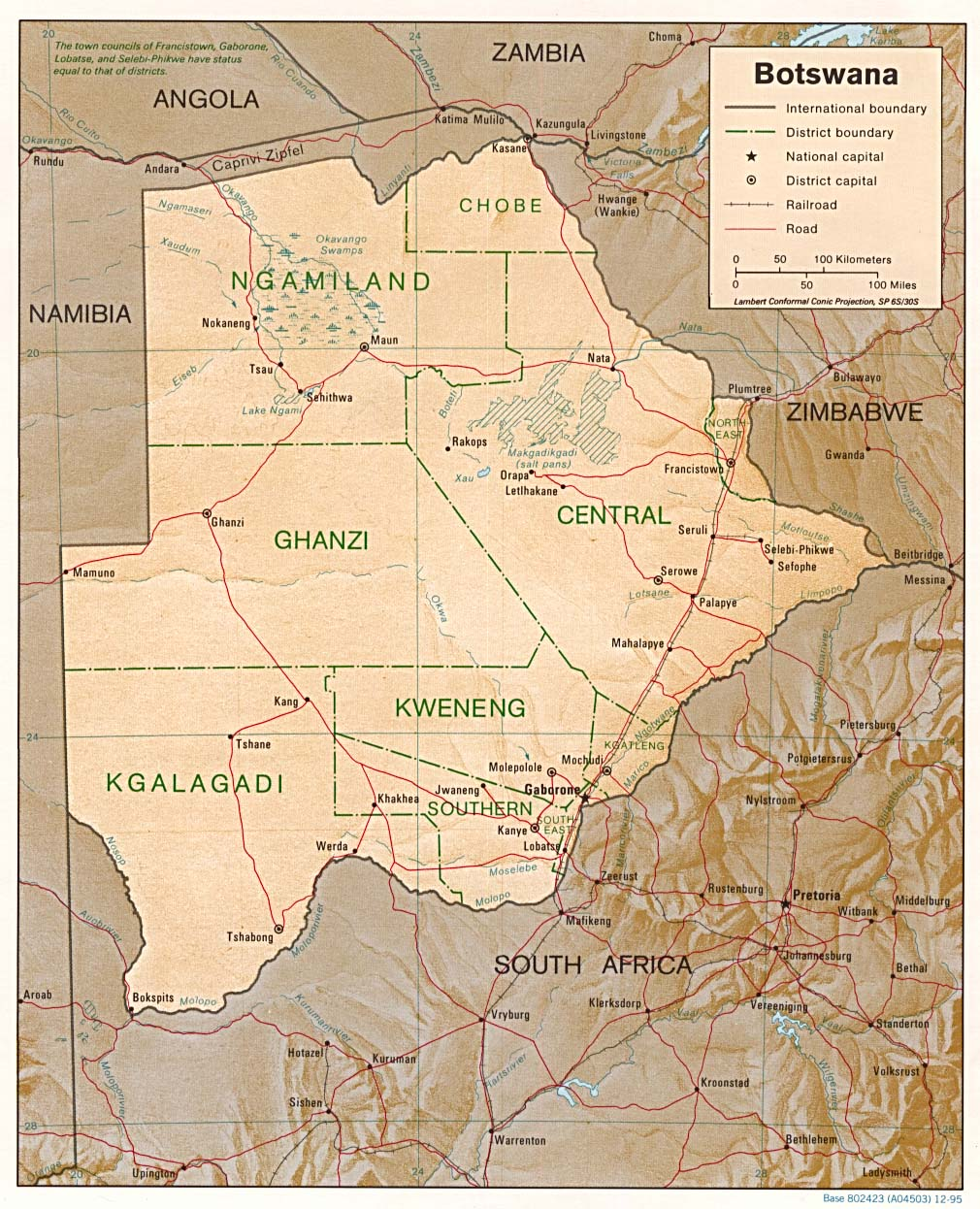
Mapa actual de Botswana. Les seves fronteres s'han mantingut estables des de la seva independència el 1966.

Els batswana, terme usat també per anomenar tots els ciutadans de Botswana, es refereix al principal grup ètnic del país (els "Tswana" a Sud-àfrica), el qual entrà en l'àrea de Sud-àfrica durant les guerres zulús dels primers anys del segle xix, conegudes com a Mfecane. Abans dels contactes amb Europa, els batswana vivien com a pastors i grangers sota organització tribal.
Ja al segle xix, es trencaren les hostilitats entre els batswana i els colons bòer de Transvaal. Després de les apel·lacions d'ajuda dels batswana, els britànics van establir un protectorat al sud del riu Molopo l'abril de 1884 i el 27 de gener de 1885 van ampliar-lo al nord del riu fins als 22º de latitud sud ocupant el territori de les tribus bakwena, bangwaketse i bangwato. Van enviar-hi una expedició militar (Bechuanaland Expeditionary Force) dirigida pel general Sir Charles Warren, per fer efectiva la protecció britànica sobre Betxuanalàndia i el Kalahari el gener de 1885 i van aconseguir-hi l'annexió dels Estats Units de Stellaland, que bloquejaven l'expansió i el trànsit de mercaderies britànics amb l'Àfrica central. Així van impedir la possibilitat d'establir d'una continuïtat territorial entre l'Àfrica Sud-occidental Alemanya i la República de Transvaal.
Els territoris del protectorat britànic de Betxuanalàndia situats al sud del riu Molopo van formar la colònia, constituïda formalment el 30 de setembre de 1885 i que tingué per capital Mafeking, mentre que els territoris situats al nord del riu van formar el Protectorat de Betxuanalàndia.
El protectorat es va estendre al nord el 30 de juny de 1890 amb la incorporació del territori anomenat Ngamilàndia, territori dominat pels caps dels tawana. Aquesta ampliació fou reconeguda per l'imperi alemany l'endemà mateix en el Tractat de Helgoland-Zanzíbar, que regulava la situació de Zanzíbar i Helgoland i fixava els límits entre l'Àfrica Sud-occidental Alemanya i el protectorat de Betxuanalàndia tot establint-hi l'anomenada franja de Caprivi.
De fet els britànics no es van establir a Ngamilàndia fins al 1894. Segons les estadístiques del 1904, la superfície del Protectorat era de 647500 km² i la població d'uns 120.000 habitants. Estava previst que el territori passaria sota administració de Rhodèsia o de Sud-àfrica, però els caps tswana s'hi van oposar i el protectorat britànic va continuar fins al 1966; els caps tribals mantingueren el poder fins llavors, mentre els britànics només s'ocupaven de la policia i de la vigilància de fronteres.
L'administració de la colònia fou transferida a la colònia del Cap de Bona Esperança el 1895, mentre que el protectorat quedava sota administració d'un Alt Comissionat britànic a Sud-àfrica per als protectorats de Betxuanalàndia, Basutolàndia i Swazilàndia (l'administració li fou subordinada després del 9 de maig de 1891)
Malgrat la pressió sud-africana, els habitants del protectorat de Betxuanalàndia, Basutolàndia (actual Lesotho), i Swazilàndia demanaren i van rebre el 1907 seguretats britàniques que no serien inclosos en la proposada Unió de Sud-àfrica.
L'expansió de l'autoritat central britànica i l'evolució del govern tribal van resultar en l'establiment el 1920 de dos consells d'assessoria que representaven respectivament els africans i els europeus. Diverses proclamacions del 1934 regularitzaren els poders i el domini tribals. Un consell assessor europeu-africà es va formar el 1951 i la constitució de 1961 va establir-hi un consell legislatiu consultiu.
El juny de 1964, el Regne Unit va acceptar les propostes per a un autogovern democràtic a Botswana. La seu del govern fou traslladada des de Mafikeng, a Sud-àfrica, a Gaborone, establerta com a capital el 1965. La constitució de 1966 conduí a les primeres eleccions generals i a la independència el setembre de 1966.
Seretse Khana, un líder del moviment independentista i el legítim successor al govern tradicional dels Bamangwato, fou triat com el primer president pel Partit Democràtic de Botswana (PDB) i reelegit dues vegades fins que va morir en el càrrec el 1980. La presidència passà al vicepresident, Ketumile Masire, que fou escollit per dret propi el 1984 i reelegit el 1989 i el 1994. Masire es va retirar del càrrec el 1998 i la presidència passà al seu vicepresident, Festus Mogae, president electe el 1999 i 2004, passant el relleu en 2009 al seu vicepresident Ian Khama, reelegit en 2014 i que va passar el relleu a Mokgweetsi Masisi en 2018 en dimitir i deixar el partit. Masisi fou reelegit en 2019 però en 2024 el PDB va perdre per primer cop les eleccions a mans del Paraigua per al Canvi Democràtic (PCD) de Duma Boko.
Botswana és l'únic país d'Àfrica sense cops d'estat i a més un dels més estables.